# Provo
Provo ist eine Stadt im Bundesstaat Utah in den Vereinigten Staaten von Amerika. Sie ist der Sitz der Brigham Young University. Das U.S. Census Bureau hat bei der Volkszählung 2020 eine Einwohnerzahl von 115.162 ermittelt.
Die Stadt ist der Verwaltungssitz des Utah County im US-Bundesstaat Utah und liegt etwa 80 km südlich von Salt Lake City. Nachbarstädte Provos sind Orem und Springville.
Die Provo-Orem-Metropolregion wurde 2012/13 von Gallup als lebenswerteste Stadt der USA ermittelt.

## Geographie
Nach Angaben des United States Census Bureau breitet sich die Stadt über eine Fläche von 108,2 km² aus, von denen 5,6 km² mit Wasser bedeckt sind. Der Wasseranteil der Gesamtfläche beträgt somit 5,14 %.
Die Gipfel der Wasatchkette überragen die Stadt und den Utah Lake.
Rotwild und hin und wieder sogar noch Pumas und Elche durchstreifen die Berge dieser Region.

## Bevölkerungsstatistik
Nach der Volkszählung von 2000 leben in Provo 105.166 Menschen in 29.192 Haushalten und 19.938 Familien. Die Bevölkerungsdichte liegt bei 1024,3 Personen/km². Auf die Fläche der Stadt verteilt befinden sich 30.374 Wohneinheiten, das entspricht einer mittleren Dichte von 295,8/km².
Die weiße Bevölkerung ist mit 88,52 % am stärksten vertreten, 10,47 % sind Hispanics oder Latinos.

## Geschichte
33 Familien aus Salt Lake City gründeten 1849 die Stadt. Der Ort wurde von den Mormonen ursprünglich Fort Utah genannt und 1850 in Provo umbenannt, Etienne Provost zu Ehren, einem franko-kanadischen Trapper, der 1825 in dieser Region angekommen war.

### Einwohnerentwicklung
| Jahr | Einwohner¹ |
| ---- | ---------- |
| 1980 | 74.108     |
| 1990 | 86.835     |
| 2000 | 105.166    |
| 2010 | 115.264    |
| 2020 | 115.162    |

¹ 1980–2020: Volkszählungsergebnisse

## Kultur und Sehenswürdigkeiten
Jedes Jahr im Juli findet an der Brigham Young University das Stadium of Fire statt. Diese Feierlichkeiten zum Unabhängigkeitstag erfreuen sich großer Beliebtheit bei den Einwohnern und konnten schon berühmte Persönlichkeiten wie David Hasselhoff, Reba McEntire und Sean Hannity als Gäste begrüßen.
An der Universität ist die Gruppe BYU Vocal Point beheimatet, eine erfolgreiche amerikanische Band, die 2006 Sieger bei den internationalen Meisterschaften des Collegiate A Cappella in New York City gewesen ist.

## Wirtschaft und Infrastruktur
In Provo wurde 1979 das Softwareunternehmen Novell Inc. gegründet. Der Hersteller von zivilen Waffen North American Arms hat dort seinen Firmensitz.
Die Autobahn Interstate 15 verbindet Provo mit den Städten der Umgebung.
Im Jahr 2008 wurde mit dem FrontRunner 750 der stündlicher Linienbetrieb eines Zuges zwischen Ogden und Provo über Salt Lake City aufgenommen.

## Söhne und Töchter der Stadt
- Harvey Fletcher (1884–1981), Physiker
- Henry Aldous Dixon (1890–1967), Politiker
- Kimball Young (1893–1972), Sozialpsychologe und Soziologe
- Goodwin Knight (1896–1970), Politiker
- Theodore Rasmussen (1910–2002), kanadischer Neurologe und Neurochirurg
- Paul Delos Boyer (1918–2018), Biochemiker
- George Gee Jackson (1920–2020), Mediziner
- Darrell F. Smith (1927–2013), Soldat, Missionar, Jurist und Politiker
- Dallin H. Oaks (* 1932), Jurist, Hochschullehrer und Apostel der Kirche Jesu Christi der Heiligen der Letzten Tage
- Lola Van Wagenen (* 1938), Historikerin und Aktivistin
- Michael Coleman (* 1946), Maler und Bildhauer
- Andy Martin (* 1960), Jazzposaunist
- Brad Pearce (* 1966), Tennisspieler
- Evan McMullin (* 1976), ehemaliger CIA-Agent und Politiker
- Chris Bacon (* 1977), Filmkomponist
- Bryan Johnson (* 1977), Unternehmer
- Travis Hansen (* 1978), Basketballspieler
- Whit Hertford (* 1978), Film- und Theaterschauspieler
- Trieste Kelly Dunn (* 1981), Schauspielerin
- Steven Nyman (* 1982), Skirennläufer
- Noelle Pikus-Pace (* 1982), Skeletonpilotin
- Liz Bogus (* 1984), Fußballspielerin
- Sha’rae Mitchell (* 1985), Basketballschiedsrichterin
- Kiley Staples (* 1989), Skirennläuferin
- Spencer Butterfield (* 1992), Basketballspieler